# 戰國風雲

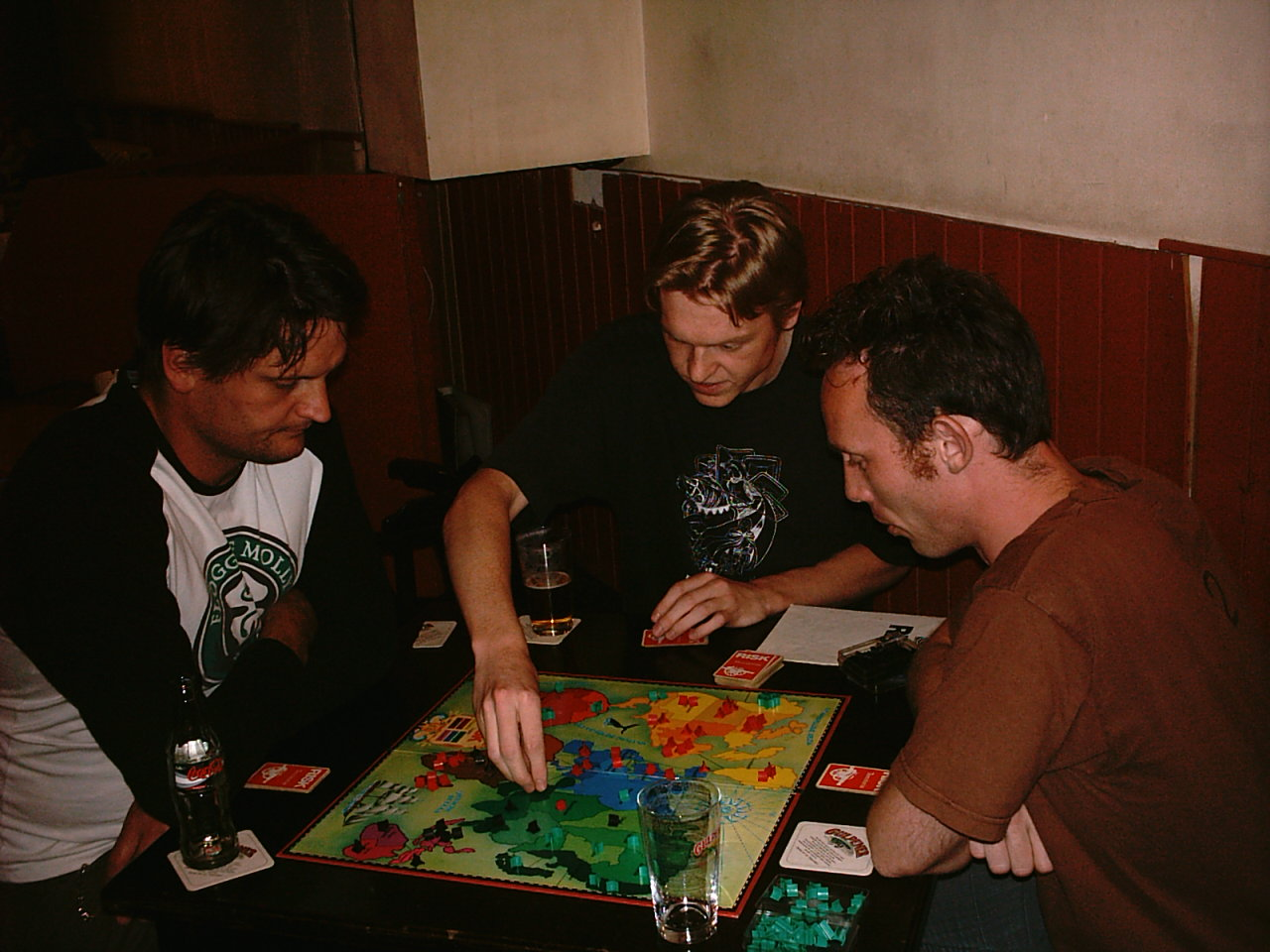

戰國風雲（英文名稱Risk）是由孩之寶旗下的Parker Brothers發行是一種图版游戏上的戰棋。相比起其他戰棋其玩法較簡單，但參賽者仍能從遊戲體驗到戰略和運氣對戰爭成敗的重要。遊戲的過程反映了真實世界中各國發展軍備的心理。

## 遊戲簡介
戰國風雲供2至6人對戰。棋盤上畫了"世界地圖"，分為6大洲42區。
首先，每位參加者擲一枚骰子，點數最大的先行，然後依順時針順序。遊戲開始時，參賽者會輪流放一隻兵於一個地區上以示佔領該地，直至放完所有兵為止。每名參與者所得兵數是根據參與人數而定，如6人則每人可得20單位，5人則每人得25單位，4人則每人可得30單位，如此類推。佔領完畢，玩家輪流展開軍事行動。
第一步是按所佔的地區數目增加兵源，兵數視乎所佔據地區數目而定（最少可得3單位）。計算方法是將佔領地總數除以3，零頭不計，如若佔據了14塊地，則可增加4個單位（14÷3≈4.67，零頭不計）。加兵後可選擇戰鬥，勝負以擲骰子決定。完成後到下一位玩家重複程序。
當失去所有領地時，參賽者就要離局。遊戲的最終目的是佔據全部42個地區，也即是把所有對手擊敗。但這可能要很長時間才能完局，所以有時會降低要求，如只須佔領24個區域，或完成特定的任務。遊戲套裝附有任務卡，遊戲開始前參加者各自抽出一張作為他的任務。任務內容包括佔領特定的兩個洲，或殲滅某一顏色的參賽者等。此外，為加快遊戲進度，參賽者之間亦可自訂遊戲規則。例如，將每回合增兵數目改成為佔領地總數除以2的商數加1，如佔據了14塊地，則可增加14÷2的商數（7）再加1，即8（=7+1）個單位；兵源增加，有利於玩家採取更積極的攻擊行動，使遊戲速度加快。

## 遊戲策略
| 洲名   | 每局加兵數 |
| ------ | ---------- |
| 非洲   | 3          |
| 澳洲   | 2          |
| 亞洲   | 7          |
| 歐洲   | 5          |
| 北美洲 | 5          |
| 南美洲 | 2          |

最重要是有充足的軍隊。佔據整個洲能大大提升戰鬥力，因為每輪會多加兵數。
一般的策略是在遊戲初段佔據澳洲作根據地，囤積兵力讓其他對手戰鬥互耗，然後乘其勢弱而攻之。但若多人採取此策略則可能會引致無了期的僵局。
| 機率及 期望值（例：-0.5為每回合損失半支步兵） | 機率及 期望值（例：-0.5為每回合損失半支步兵） | 機率及 期望值（例：-0.5為每回合損失半支步兵） | 攻擊方骰子數目    | 攻擊方骰子數目      | 攻擊方骰子數目        |
| 機率及 期望值（例：-0.5為每回合損失半支步兵） | 機率及 期望值（例：-0.5為每回合損失半支步兵） | 機率及 期望值（例：-0.5為每回合損失半支步兵） | 1                 | 2                   | 3                     |
| 防守方骰子數目                                | 1                                             | 攻擊方獲勝                                    | 15/36 (41.67 %)   | 125/216 (57.87 %)   | 855/1296 (65.97 %)    |
| 防守方骰子數目                                | 1                                             | 防守方獲勝                                    | 21/36 (58.33 %)   | 91/216 (42.13 %)    | 441/1296 (34.03 %)    |
| 防守方骰子數目                                | 1                                             | 防守方期望值                                  | 6/36 (0.1667)     | -34/216 (-0.1574)   | -855/1296 (-0.3426)   |
| 防守方骰子數目                                | 2                                             | 攻擊方獲勝                                    | 55/216 (25.46 %)  | 295/1296 (22.76 %)  | 2890/7776 (37.17 %)   |
| 防守方骰子數目                                | 2                                             | 防守方獲勝                                    | 161/216 (74.54 %) | 581/1296 (44.83 %)  | 2275/7776 (29.26 %)   |
| 防守方骰子數目                                | 2                                             | 雙方各有勝負                                  |                   | 420/1296 (32.41 %)  | 2611/7776 (33.58 %)   |
| 防守方骰子數目                                | 2                                             | 防守方期望值                                  | 105/216 (0.4861)  | 2*286/1296 (0.4414) | -2*615/7776 (-0.1582) |

## 對外鏈結
- Hasbro's Risk Page （页面存档备份，存于） (英文)
- TEG game （页面存档备份，存于） (英文)
- Final Conquest （页面存档备份，存于） (英文)
- 戰國風雲的其他網址 （页面存档备份，存于） (英文)
- Total Diplomacy - Risk Game Strategy
- 免費的電腦遊戲對弈 （页面存档备份，存于）
- Facebook上的戰國風雲
- 桌上遊戲研究中心：Risk戰國風雲——悠久的戰略遊戲 （页面存档备份，存于）